# تنزین
تنزین (انگلیسی: Tenzin) یک شخصیت داستانی در مجموعهٔ پویانمایی تلویزیونی افسانه کورا نیکلودئون است که از سال ۲۰۱۲ تا ۲۰۱۴ پخش شد. این شخصیت و سریال، دنباله‌ای برای آواتار: آخرین بادافزار، توسط مایکل دانته دی‌مارتینو و برایان کونیتزکو خلق شدند. صداپیشگی او را جی. کی. سیمونز انجام داده است. پدر تنزین، آنگ، آواتاری بود که قبل از کورا وجود داشت و با ممانعت از تسلط ملت آتش بر جهان در طول جنگ صد ساله، که حدود هفتاد سال قبل از شروع افسانه کورا رخ داد، صلح جهانی را حفظ کرد. مادر تنزین، کاتارا، در تلاش‌های او برای نجات پادشاهی زمین از نابودی به آنگ کمک زیادی کرد. تنزین کوچکترین فرزند از سه فرزند آنگ و کاتارا است.